# 日本の社会学
社会学は、人間社会の方法論的および科学的研究で、人と社会の間の社会的相互作用と、社会、グループ、国家、機関などの間の社会的パターンを扱う 。社会学者は、社会構造と人間の生活の関係を研究しまた、研究から明らかになった対応する社会問題を解決することを目指している 。
日本での社会学は、明治維新 （1868年）以降、明治中期ごろに現れる。1893年に東京大学に社会学の学科が設立されて開発がなされ、日本の教育システムに統合されるが、近代化の結果として、大部分が西洋社会学の影響を受けている 。

## 原点

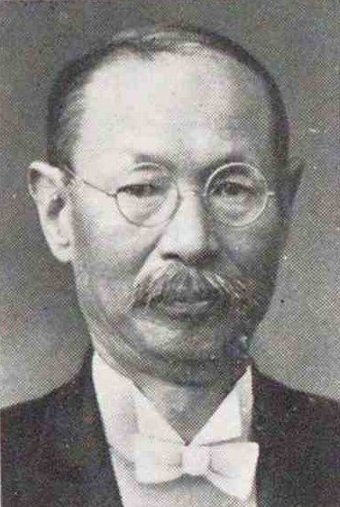
東京大学社会学科長建部遯吾

日本における社会学の一般的な認識は、1868年の明治維新までさかのぼることができる。当時、革命は日本の近代化の進展に影響を与え、国の社会構造と政治構造の両方に変化をもたらした 。
ハーバート・スペンサーの社会学は、 東京大学で哲学と政治経済の客員教授であるアーネスト・フェノロサによって紹介される。その後の外山正一率いる最初の社会学の創設は、日本の社会学を確立するためのマイルストーンとなる 。建部遯吾は、東京大学社会学科初代学科長であり、その後東京帝国大学と呼ばれた。 社会学の一般原則 （1905〜1908）の彼の研究は、日本における社会学に関する最初の体系的な研究であり、研究の将来の発展に大きな影響を与えた 。

## 開発
日本の社会学の発展は、一般に、さまざまな社会的、文化的構造、異なる時期の国家政策に基づいて4つの段階に分類できうる。 

### ステージ1：第二次世界大戦前（1878–1945）
初期の日本の社会学は、主に哲学的志向に焦点を当てており、ヨーロッパの社会学理論に大きく影響されていた 。
社会学は、1878年に東京大学でフェノロサによって初めて教えられた。フェノロサは当時、哲学と政治経済学の客員教授で3年後、日本で最初の社会学教授で「日本社会学の創始者」と呼ばれた外山正一を伴った。フェノロサと外山はどちらもハーバート・スペンサーの社会学理論の推進者であり、初期の日本社会学にとってスペンサーの作を非常に重要視していた 。
その他の西洋社会学の理論は、後半に日本に導入された1900年代初期から1910年代は遠藤隆吉によるものも含め、デュルケームとフランクリン・ギディングスによる。日本社会学会は、1913年に建部遯吾によって設立され、1924年に日本社会学会に置き換えられた。第二次大戦後、日本での社会学研究は西洋の理論、特にドイツの学校に大きく影響された 。

### ステージ2：第二次世界大戦後（1946〜1960年代）
日本の社会学の発展の第二段階は、哲学的指向から経験的指向への重点の移行によって象徴され、アメリカ社会学研究は、この時期の日本社会学の発展に大きな影響を与えていった 。
社会的および政治的改革は、第二次世界大戦後に日本がアメリカに占領されたときに行われ、日本の伝統的な価値体系は崩壊し、民主化の新しいアイデアも生まれていく。社会学は、価値観の修正とともに次の公共のビジョンに入る。1950年代 、教育制度改革の一環として、社会学は正式に日本の高等教育の一般研究の必須科目になり、より多くの社会学部門と確立された進歩とともに、ますます多くの社会学者が必要とされる。アメリカの社会学理論は、日本の社会学のこの急速な発展期に注目を集め始めていく 。
アメリカの占領下は、アメリカ社会学理論の日本での普及を助けるがその時点でアメリカの社会学者は経験的研究を特に重視しており、これは最終的に日本の社会学における実証的研究方法への同じ移行をもたらした。当時の日本を代表する社会学者の2人は、福武直と尾高邦雄で、彼らはさまざまな分野で研究しているが、福武は農村社会学、尾高は産業社会学を研究しており、どちらも多数の研究ベースの調査を実施する経験的社会学者であった 。

### ステージ3：多様化（1960年代から1990年代）
日本社会学の発展の第三段階は1960年代に始まるが、開発のこの段階は、研究のさまざまな重点によって特徴付けら、経験的オリエンテーションと哲学的および理論的オリエンテーションの両方が日本の社会学者の間で人気を博する 。 

### ステージ4：グローバリゼーション（1990年代〜現在）
日本社会学の発展の第4段階は1990年代から始まり、それから現在まで、国際的および外国的な研究の増加とグローバルコミュニティとの協力により、理論的および経験的オリエンテーションへの動きがあった 。 

## 日本の社会問題
完全に調和した社会では、社会学者は社会的相互作用と関係のパターンと規則を研究するが、現代社会では社会問題が存在するため、こうした研究は十分ではなく、研究結果は既存および新たなの社会問題の調査をさらに支えていくため、必然的に活用される 。
1985年、日本社会問題研究会が設立され、この話題にますます注目を集めた。主要な社会問題を幾つか紹介し、以下で説明 。

### 少年犯罪
最近の日本における犯罪ニュース報道、特に少年犯罪に関する懸念が高まっているが1997年、中学校の門に絞められた首がさらされるという事件がメディアで広く報道され、コミュニティ面から注目された。15歳の少年が犯したことが判明し、この犯罪は日本社会に衝撃を与えた。
また、若者のいじめは社会学者の注目を集めており、少年犯罪は社会問題となっている 。

### 差別
日本式カースト制度（五色の賤）は日本の歴史に大きな影響を与えており、徳川時代 260年間にこのカースト制度は日本の人口をその職業に従ってランク付けし、武士が最も高く、次に農民、職人、商人が続いたが追放者、商人の下に職業を持つ人々は、コミュニティでは立派ではないとみなされた。 1868年、明治革命は社会的規律としての平等のルールを確立し、それ以来法律も制定された。しかし、カースト制度の影響は減少したが差別は残り、社会問題になっていく。

### 自殺
1975年から1988年の間に得られた研究統計から、平均して自動車事故の死者数の約2倍にあたるのは日本における自殺によるもので、ピーク数は1987年に23,832人に達した 。しかし、自動車事故死とともに、自殺の社会的問題がますます注目を集めるにつれて、社会学者は自殺を単独で法律、道徳、および他の社会的要因とは別に考えることはできないと強調した 。人口減少などの問題も、自殺の問題に大きく影響されている。

### 高齢化人口

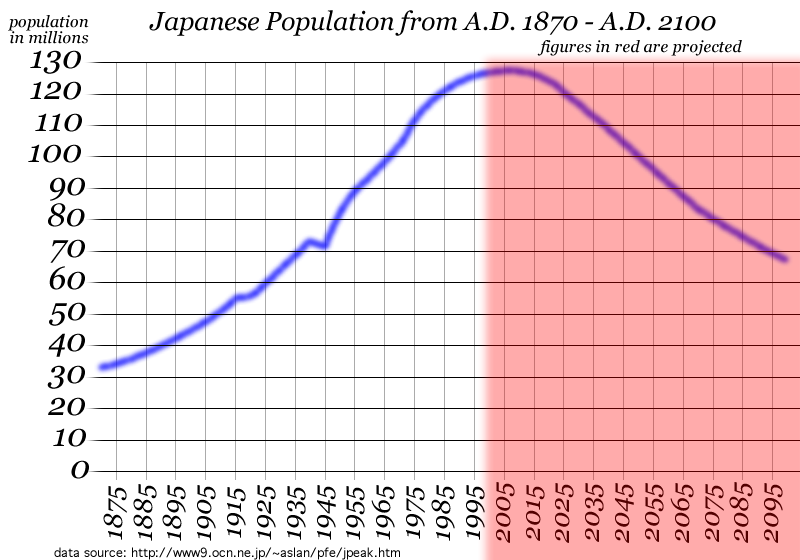
日本の人口チャート1870–2100

日本の人口は今後50年間で3分の1に減少すると予想され、残りの人口の約40％が64歳以上であり、 日本の高齢化の傾向です。 将来の労働世代のために、財政的負担と思いやりの責任が増大している。同時に、若い人口が減少するにつれて、日本の大学は危機に直面しており、18歳の人の数は、1992年の2,050,000人から2007年には1,200,000人に減少し、さらに減少すると予想されており、 2000年時点で大学の60％がすでに学生募集で十分な定員確保ができていなかった。 人口の高齢化により、さまざまな社会問題が生じている。  [ 更新が必要 ]

## 参照資料
1. ↑  1971-, Nagle, John (2016-11-03). Introducing sociology. Piero, 1967-. London. ISBN 9781785780745. OCLC 962412650
2. ↑  Robert., Van Krieken (2013). Sociology. Habibis, Daphne., Smith, Philip. (5th ed.). Pearson Australia Pty Ltd. ISBN 9781442562363. OCLC 1021807539
3. ↑  R., Dore (1962). “Sociology in Japan”. The British Journal of Sociology 13 (2):  116–123. doi:10.2307/587888. JSTOR 587888.
4. ↑  Makoto, Hogetsu (2000). “A Social World of Sociology in Japan”. The American Sociologist 31 (3):  5–14. doi:10.1007/s12108-000-1030-z.
5. 1 2 3  Baba, Akio (May 1, 1962). “The History of Sociology in Japan”. The Sociological Review 10:  7–13. doi:10.1111/j.1467-954X.1962.tb03067.x.
6. 1 2 3 4 5 6 7 8 9  Sasaki, Masamichi S.; Goldstone, Jack; Zimmermann, Ekkart; Sanderson, Stephen K. (2014). Concise encyclopedia of comparative sociology. Leiden, The Netherlands. ISBN 9789004206243. OCLC 869881238。
7. 1 2 3 4  Yamamoto, Tsutomu (October 1992). “Contemporary Social Problems in Japan: A Study of the Suicide and Depopulation Problems”. International Journal of Japanese Sociology 1 (1):  19–33. doi:10.1111/j.1475-6781.1992.tb00004.x.
8. 1 2 3  Ayukawa, Jun (2000). “The Sociology of Social Problems in Japan”. The American Sociologist 31 (3):  15–26. doi:10.1007/s12108-000-1031-y.
9. ↑  Reynolds (2017年5月17日). “Japan's Shrinking Population”. Bloomberg. 2018年10月5日閲覧。